# Чемпионат Бельгии по шоссейному велоспорту
Чемпионат Бельгии по шоссейному велоспорту — национальный чемпионат Бельгии по шоссейному велоспорту. За победу в дисциплинах присуждается майка в цветах национального флага (на илл.). Как правило, проводится ежегодно в конце июня.
Впервые чемпионат был проведён в 1894 году среди мужчин в групповой гонке. С 1959 первенство в аналогичной дисциплине проводится среди женщин. В 1987 году стали проводиться соревнования с индивидуальной гонке среди женщин, а с 1997 и у мужчин.